# Clodoaldo Soto Ruiz
Sixto Clodoaldo Soto Ruiz (* in Huanta, Region Ayacucho, Peru) ist ein peruanischer Linguist und Autor, der als Professor für Quechua lange Jahre in Lima (UNMSM), Ayacucho (UNSCH) und Champaign (University of Illinois / CLACS, USA) tätig war. Seine Lehrbücher des Chanka-Quechua gelten als Standardwerke für das Erlernen dieser Sprache.

## Leben
Clodoaldo Soto Ruiz wuchs als Sohn zweier Lehrer, die an der lokalen Primarschule Spanisch unterrichteten, in seiner Geburtsstadt Huanta auf. Seine Muttersprache war das in seiner Familie gesprochene Spanische, während er das Chanka-Quechua in seiner Wohngegend lernte, in die zahlreiche einsprachige Quechua kamen, um ihre Produkte zu verkaufen. Nachdem er die Sekundarschule abgeschlossen hatte, zog Clodoaldo nach Lima, um an der Universidad Nacional Mayor de San Marcos (UNMSM) spanische Sprache und Literatur für das Lehramt zu studieren.
Während seiner Zeit an der UNMSM wirkte Clodoaldo Soto auch in der 1948 unter anderen von Teodoro Meneses Morales und Porfirio Meneses Lazón gegründeten Gruppe von Literaten aus Huanta mit, welche die Literaturzeitschrift Huanta, später Pregón Huanta herausgab.
Kurz vor Abschluss seines Studiums bekam Soto, da er als einziger die Sprache hinreichend beherrschte, ein Arbeitsangebot als Quechua-Lehrer für katholische Priester, die sich auf den Dienst in den Anden im Quechua-Sprachgebiet vorbereiteten. Er nahm an und hatte nun die Aufgabe, selbst Arbeitsmaterialien für den Unterricht in Quechua als Zweitsprache zu erarbeiten. Die Direktorin des Instituts für Linguistik der UNMSM lud Clodoaldo Soto bald darauf ein, Austauschstudenten der Universität Indiana (USA) in Quechua zu unterrichten, und 1970 hatte er seinen ersten Aufenthalt als Gastdozent in den USA. Hier entstanden die Materialien, die er schließlich als Lehrbücher veröffentlichte.
Nach der 1975 erfolgten Offizialisierung des Quechua durch die Militärregierung von Juan Velasco Alvarado veröffentlichte Soto 1976 im Auftrag des Bildungsministeriums ein Wörterbuch und eine Grammatik des Chanka-Quechua. Das erste Lehrbuch (Quechua: manual de enseñanza) folgte 1979. In seinen Publikationen Quechua: Tres o cinco vocales (1988) und Los contenidos de un alfabeto Quechua (1990) verfocht er gegen die damals dominierenden Positionen der AMLQ das Schreibsystem des Quechua mit drei Vokalen, das sich seitdem in den Schulsystemen weitgehend durchgesetzt hat.
In den 1980er Jahren, als Soto als Quechua-Dozent an der Universidad Nacional de San Cristóbal de Huamanga (UNSCH) in der Stadt Ayacucho (Huamanga) tätig war, übersetzte und dolmetschte er zusammen mit seinem dortigen Kollegen Edilberto Lara bei den Ermittlungen wegen des Massakers von Uchuraccay während des bewaffneten Konfliktes in Peru. Dabei kamen beide Übersetzer zu der Erkenntnis, dass auf Grund des sehr großen kulturellen Gegensatzes zwischen der andinen quechuasprachigen und der dominanten spanischsprachigen Kultur in Peru eine originalgetreue Übersetzung eine große Herausforderung ist.
1990 wurde Soto als Professor für Quechua an die Universität Illinois berufen, wo er zunächst auch die am dortigen Center for Latin American and the Caribbean Studies (CLACS) vorhandenen Materialien für Cusco-Quechua verwendete, dann aber wieder zu seinen eigenen Materialien zurückkehrte und neue erstellte. In dieser Zeit veröffentlichte er weitere Lehrbücher und ein Wörterbuch, diesmal auch in englischer Sprache. Er war über 25 Jahre an dieser Universität tätig.

## Familie
Clodoaldo Soto Ruiz ist verheiratet und hat einen Sohn.

## Auszeichnungen
2015 erhielt Soto Ruiz für seine Werke zur Quechua-Sprache den Preis der „Quechua-Allianz“ in den USA (The Quechua Alliance).

## Werke
- 1976: Diccionario quechua, Ayacucho-Chanca. Ministerio de Educación, Instituto de Estudios Peruanos, Lima, 1976. 183 Seiten.
- 1976: Gramática quechua, Ayacucho-Chanca. Ministerio de Educación, Instituto de Estudios Peruanos, Lima, 1976. 182 Seiten.
- 1979: Quechua: manual de enseñanza. Lima, Instituto de Estudios Peruanos (IEP). 444 Seiten.
- 1988: Quechua: Tres o cinco vocales. Editorial Universidad Nacional de San Cristóbal de Huamanga (UNSCH), Ayacucho.
- 1990: Los contenidos de un alfabeto Quechua. In: Rodolfo Cerrón Palomino, Gustavo Solís Fonseca (eds.): Temas de lingüística amerindia. CONYTEC/GTZ, Lima, S. 197–211.
- 1995: Cuzco Quechua Grammar. Material to Complement the Teaching of Quechua as a Second Language, April 18, 1995. Center for Latin American and Caribbean Studies, University of Illinois. 133 Seiten.
- 1995: Cuzco Quechua Teaching Materials. Center for Latin American and Caribbean Studies, University of Illinois.
- 1993: Quechua: manual de enseñanza. Lima, Instituto de Estudios Peruanos (IEP). 442 Seiten, ISBN 9788489303249, 848930324X.
- 2006: Quechua: manual de enseñanza. Lima, Instituto de Estudios Peruanos (IEP). 442 Seiten, ISBN 9789972511615, 9972511618.
- 2013: Cuaderno de ejercicios y evaluaciones – Quechua: manual de enseñanza. Lima, Instituto de Estudios Peruanos (IEP). 243 Seiten, ISBN 9789972514371, 9972514374.
- 2016: ¿Chaymantaqá? ¿Y después? Quechua avanzado. Quechua: manual de enseñanza. Lima, Instituto de Estudios Peruanos (IEP), ISBN 9789972511615, 9972511618

### Mit anderen Autoren
- Zonia Cueto Gálvez, Clodoaldo Soto Ruiz: Briznas andinas. Movimiento de Adolescentes y Niños Trabajadores Hijos de Obreros Cristianos, Lima 1990. 250 Seiten.
- Clodoaldo Soto Ruiz, Esteban Quiroz Cisneros, 2012: Quechua-Spanish-English functional dictionary Ayacucho-chanka (Runasimi-kastillanu-inlis llamkaymanaq qullqa Ayakuchu-chanka). San Isidro (Lima), Lluvia Editores. 326 Seiten, ISBN 9786124095054, 612409505X.

### Übersetzungen/Bearbeitungen
- "Rimaykullayki" : Unterrichtsmaterialien zum Quechua Ayacuchano - Peru / zsgest. nach Clodoaldo Soto Ruiz "Quechua - manual de enseñanza" Lima 1979 und erg. von Sabine Dedenbach-Salazar Sáenz. Hrsg. von Roswith Hartmann. - Aktualisierte, erw. und überarb. Neuaufl., 3. Aufl. - Berlin : Reimer, 1994. ISBN 3-496-02520-4